# ماركو شارليا
ماركو شارليا هو لاعب كرة قدم كرواتي في مركز حراسة المرمى، ولد في 31 يناير 1982 في زغرب في كرواتيا. شارك مع منتخب كرواتيا تحت 21 سنة لكرة القدم. أما مع النوادي، فقد لعب مع إنتر زابرشيتش ودينامو زغرب ونادي باكو ونادي لوكوموتيفا.

## وصلات خارجية
- ماركو شارليا على موقع اتحاد كرواتيا (الكرواتية)
- ماركو شارليا على موقع قاعدة بيانات كرة القدم.إي يو (الإنجليزية)
- ماركو شارليا على موقع Soccerway.com (الإنجليزية)
- ماركو شارليا على موقع عالم كرة القدم.نت (الإنجليزية)